# Imagem de clípeo

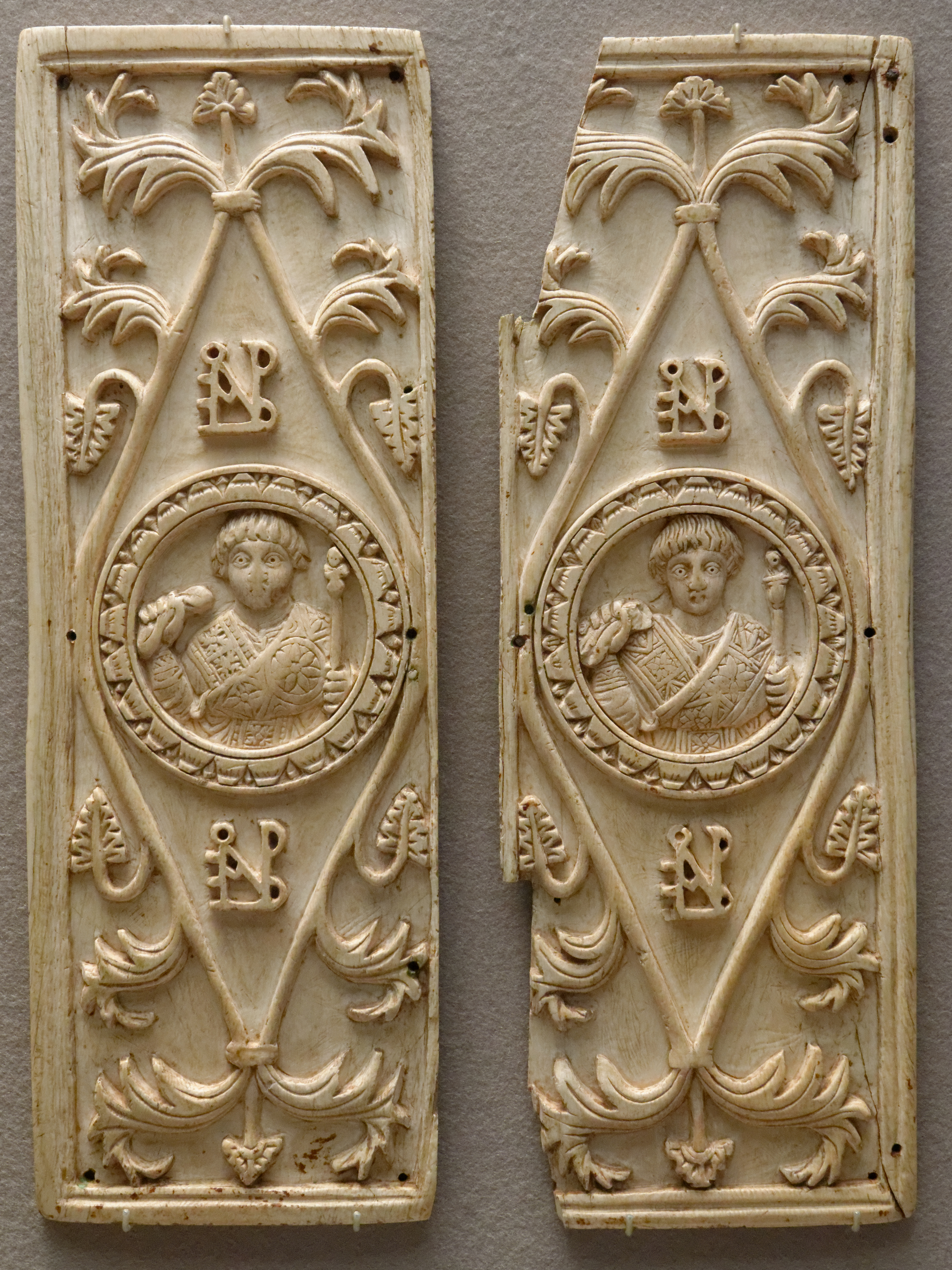
Imagem de clípeo no díptico consular de Areobindo, cônsul em 506

imagem de clípeo ou imagem clipeada (em latim: imago clipeata; pl. imagines clipeatae) é um termo artístico utilizado para referir-se às imagens de ancestrais, pessoas famosas ou mortos sobre escudos circulares (clípeos). Era utilizada na Roma Antiga para criar representações, individuais ou em grupo, de membros falecidos das famílias patrícias a serem depositadas em templos ou outros espaços públicos. Podia ser um baixo-relevo num medalhão para exposição em sarcófagos ou mosaicos e afrescos.
Na arte cristã, a imagem de clípeo continuou a ser utilizada em sarcófagos para representar falecidos, mas também serviu para criar imagens do busto de Cristo ou do Bom Pastor, dos imperadores, oficiais do governo, papas, bispos, os apóstolos e outras figuras sagradas. Eram feitas em mosaicos, afrescos, peças em metal e baixo-relevos em dípticos de marfim e geralmente possuem anjos que são retratados segurando ou elevando o clípeo onde localização o representado. Na iconografia bizantina é comum a imagem de Jesus num clípeo diante da Virgem Maria orante (Platítera).